# Echinaster luzonicus
Étoile de mer de Luzon
Espèce
L’Étoile de mer de Luzon ou étoile verruqueuse (Echinaster luzonicus) est une espèce d'étoiles de mer (Asteroidea) de la famille des Echinasteridae.

## Description

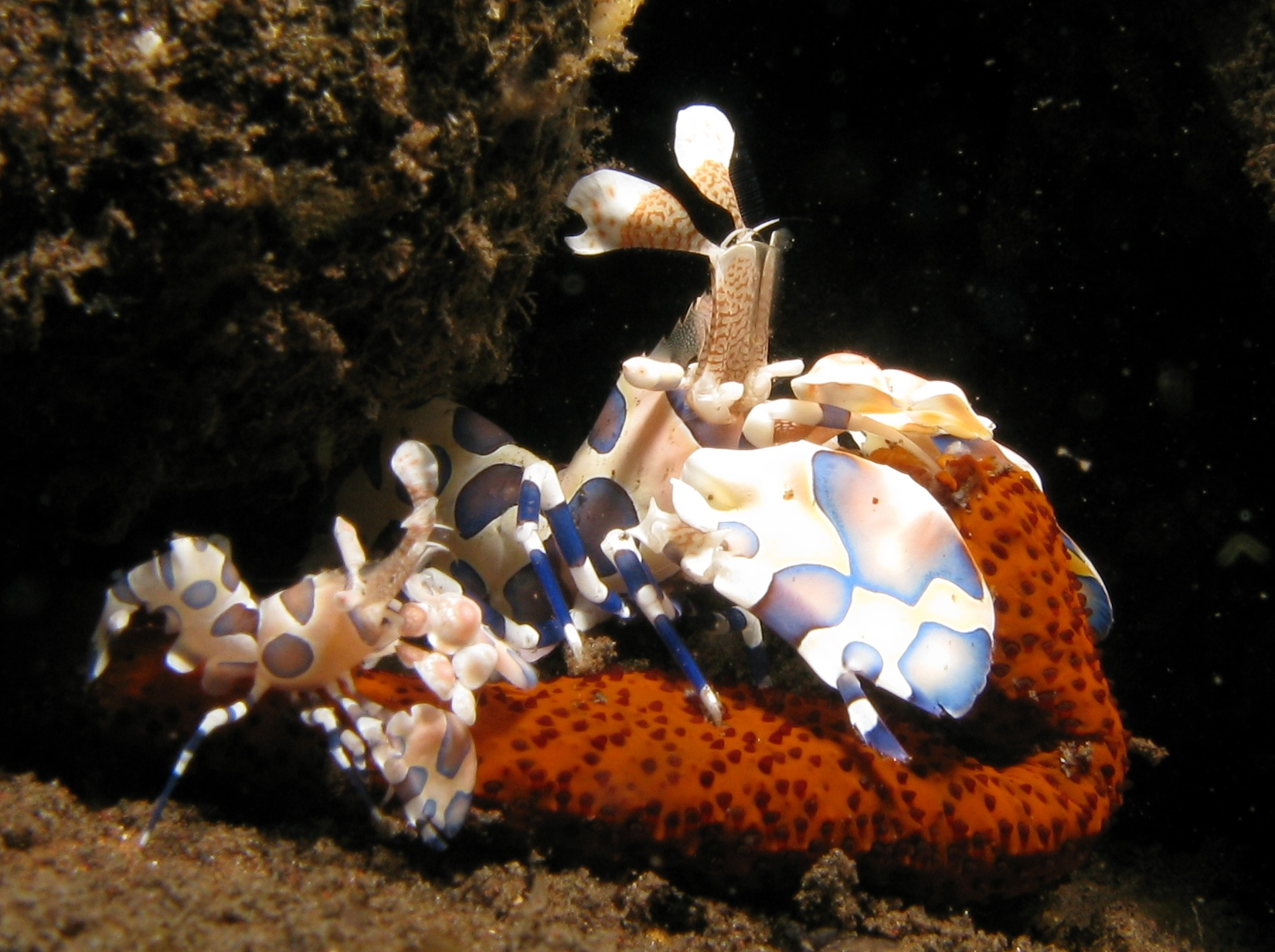
Cette étoile est une des proies préférées de la crevette Hymenocera picta

C'est une étoile régulière, constituée d'un disque central assez réduit autour duquel rayonnent généralement 6 à 8 bras, mais parfois moins (du fait de la prédation) et parfois plus (du fait de la régénération parfois aléatoire). Les bras sont longs, de section circulaire. Elle peut mesurer jusqu'à 22 cm à l'âge adulte. Sa couleur est fauve, souvent rouge vif mais pouvant aller du brun orangé au violet pourpre, en passant par différentes teintes de rose ou de beige, toujours plus ou moins distinctement couverte de petits points noirs (qui sont les orifices des papules respiratoires). Le bout des bras est parfois noirci, et souvent recourbée vers le haut. Elle est rugueuse au toucher, car son squelette forme de nombreuses pointes siliceuses sous sa cuticule. La face orale (inférieure, côté bouche) de chaque bras est pourvue d'une gouttière ciliée d'où émergent ses podia, qui lui servent à se déplacer et à faire circuler la nourriture. Au bout de chaque bras se trouve un œil minuscule, ainsi que des bouquets de ventouses.
Cette étoile peut être confondue avec Echinaster varicolor (qui n'a que 5 bras), Echinaster purpureus, et certaines Ophidiasteridae comme les Linckia (à l'épiderme lisse).

## Répartition et habitat
On trouve Echinaster luzonicus dans l'Indo-Pacifique tropical, principalement dans la région indonésienne et jusqu'aux Philippines, mais aussi de la baie du Bengale jusqu'en Nouvelle-Calédonie et Polynésie.
Elle vit entre la surface et une vingtaine de mètres de profondeur, parfois jusqu'à 73 m.

## Écologie et comportement
Cette étoile possède un régime alimentaire varié : volontiers détritivore voire nécrophage, elle se nourrit des particules organiques qu'elle trouve sur le fond et le long des parois, et à l'occasion de petite invertébrés (éponges, vers, mollusques…). Elle utilise les gouttières ciliées sous ses bras pour acheminer la nourriture à sa bouche.
Cette étoile sert souvent d'hôte à un cténaire benthique (le plus souvent Coeloplana astericola), au corps parfois mimétique de l'étoile, qui la recouvre et laisse échapper de longs filaments pêcheurs. La nature de cette association (mutualisme ou parasitisme ?) demeure mystérieuse. 
Cette étoile est également une des proies préférées de la crevette mangeuse d'étoiles Hymenocera picta.

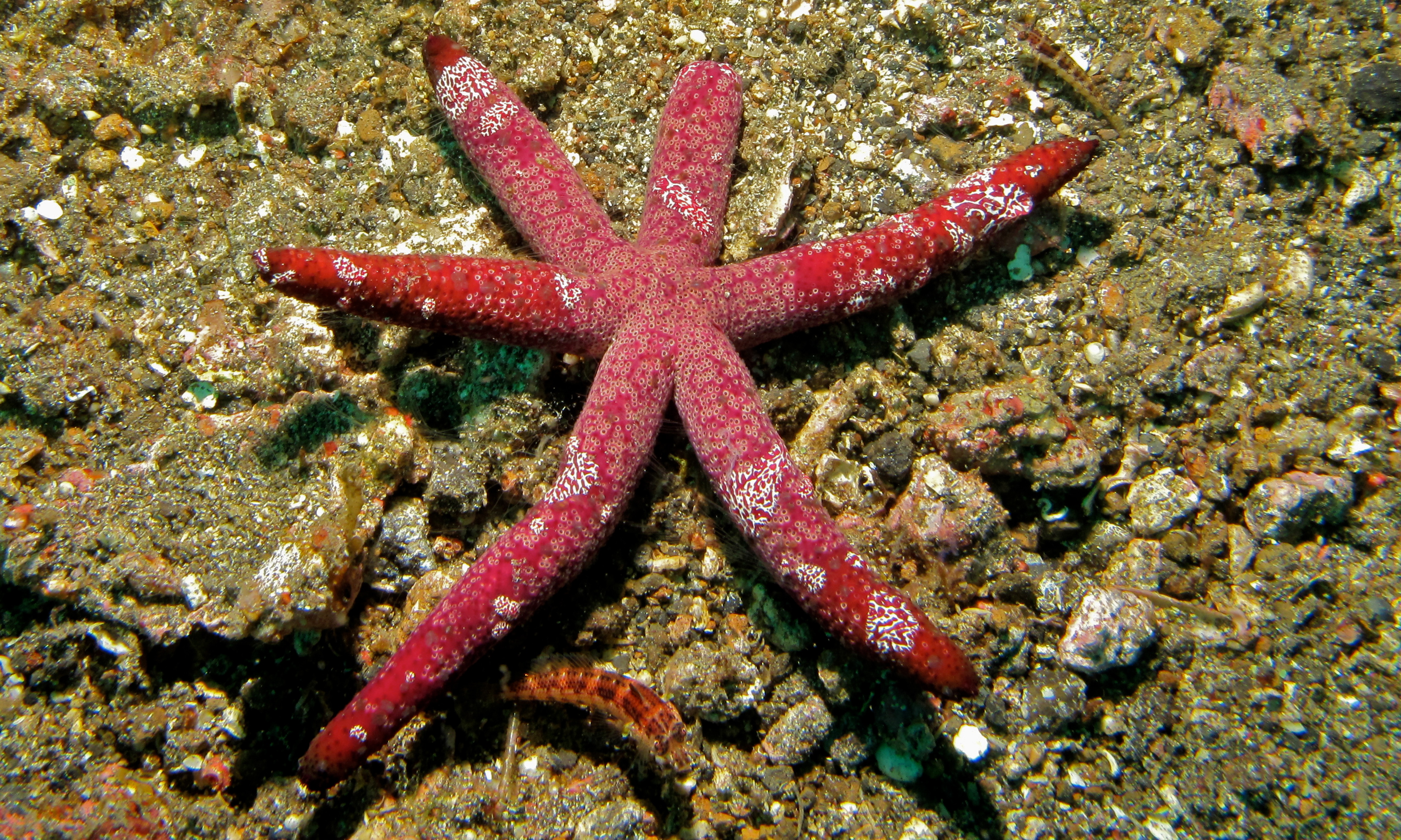
Echinaster Luzonicus parasitée par un cténaire (Coeloplana astericola).

## L'espèce et l'homme
Cette espèce est parfois présente en aquarium récifal, où elle se maintient relativement bien.